# Elaenia strepera
Elaenia strepera là một loài chim trong họ Tyrannidae.